# Silvia Kruijer
Silvia Kruijer (6 september 1974) is een Nederlandse oud-atlete, die voornamelijk actief was op de middellange afstanden, maar zich soms ook wel waagde aan langere afstanden tot en met de 5000 m. Ze behaalde gedurende haar atletiekcarrière elf nationale jeugdtitels en werd achtmaal kampioene bij de senioren.

## Biografie

### Stratenloopjes
Kruijer begon al op haar zesde met atletiek. De pas opgerichte atletiekvereniging AV Nova in het Noord-Hollandse Warmenhuizen, op zoek naar ontluikend talent, haalde haar in 1980 over om lid te worden. Aanvankelijk was ze vooral te vinden bij de vele stratenloopjes die er werden georganiseerd, maar gaandeweg specialiseerde Kruijer zich op de baan. In 1990 behaalde zij haar eerste nationale titel: ze werd kampioene op de 1500 m indoor bij de B-meisjes (leeftijdscat. 16/17 jaar).

### Altijd de beste
Sindsdien won ze elke nationale jeugdtitel op het nummer waaraan ze deelnam, indoor zowel als outdoor. Meestal was dat de 1500 m, maar de keren dat Silvia Kruijer voor de 800 m koos, was ze prompt ook op dit nummer de sterkste junioratlete. Des te opmerkelijker was het, dat zij rond haar zestiende de baan nog steeds niet als haar favoriete bezigheid beschouwde. "Crossen vind ik het leukste wat er is. Omdat je elke keer een ander parkoers hebt," aldus de Noord-Hollandse begin 1991. Een titel had ze op dit atletiekonderdeel echter nog nooit behaald. Dat had vooral te maken met het feit, dat de familie Kruijer er ten tijde van de nationale veldloopkampioenschappen de voorkeur aan gaf om in Oostenrijk de skilatten onder te binden. In later jaren lukte haar dit overigens slechts één keer; in 1993 werd ze kampioen veldlopen bij de A-meisjes. Datzelfde jaar deed ze ook haar eerste internationale ervaring op; bij de wereldkampioenschappen veldlopen in het Spaanse Amorebieta finishte ze bij de junioren als 114e.

### Eerste seniorentitel in 1995
In 1994 eenmaal toegetreden tot het leger der senioren duurde het een jaar, voordat Silvia Kruijer erin slaagde om ook hier haar eerste nationale gouden plak te veroveren. In 1995 was ze de sterkste op de 1500 m, terwijl toch tot 1995 concurrentes met gevestigde reputaties als Elly van Hulst en Stella Jongmans op deze afstand gewend waren de dienst uit te maken. Het nummer zou uitgroeien tot het atletiekonderdeel waarop ze gedurende haar gehele carrière de meeste successen behaalde. Dat jaar werd ze opnieuw uitgezonden naar een groot internationaal toernooi. In Alnwick nam ze deel aan de Europese veldloopkampioenschappen. Kruijer werd er als derde Nederlandse 55e in 55,12, op 1 minuut en 20 seconden van de winnares.

### Stagnatie
Bij die twee internationale ervaringen op veldloopgebied zou het overigens blijven. Om de één of andere reden stagneerden de ontwikkelingen van de in 1998 van AV Nova naar Atletiek Vereniging Castricum overgestapte Noord-Hollandse, die in 2002 nog een poging waagde om haar loopbaan een nieuwe impuls te geven. Ze veranderde wederom van vereniging; ditmaal sloot zij zich aan bij het Utrechtse Hellas om te kunnen trainen in de groep van trainer Leen Born. Om daarvan optimaal te kunnen profiteren, verhuisde ze er zelfs voor naar Hoevelaken.
Achteraf stelt ze dat het heilige vuur toen al was verdwenen. "Ik dacht: is dit het nu allemaal, waar ben ik mee bezig, wat wil ik? Ik had me volledig op de sport geconcentreerd, maatschappelijk weinig gedaan." Silvia Kruijer wilde studeren, zichzelf ontwikkelen en kon zich opeens voor de sport niet meer motiveren. "Mijn geest wilde gewoon even niet meer. Het was moeilijk om de knoop door te hakken en uit dat patroon te stappen. Maar ik heb het lopen nooit vaarwel gezegd. Ik ging trainen wanneer ik zin had, dat kon soms maar één keer in de week zijn."

### Plezier is terug
Inmiddels heeft ze sinds september 2006 de draad weer min of meer serieus opgepakt, is ze teruggekeerd naar haar vroegere trainer Kees Modder en traint ze op het schelpenbaantje van AV Nova in Warmenhuizen. Wellicht zal het ooit nog weer eens tot een serieuze deelname aan een NK komen, al zal dat dan waarschijnlijk op een langere afstand zijn dan waarop zij tot nu toe haar eremetaal vergaarde. Maar Silvia Kruijer zal zich in het vervolg vooral laten leiden door het plezier wat ze nog steeds – of liever gezegd: weer – heeft in het lopen. "Ik heb de spirit terug. Dat is heerlijk."
Silvia Kruijer staat met haar persoonlijk beste prestatie op de 3000 m, meer dan zestien jaar na dato (peildatum feb. 2016), nog op de zevende plaats van de nationale ranglijst aller tijden en ze kwam op de 1000 tot 2012 ook nog steeds in de topvijftien voor. Vandaag de dag doet zij haar atletiektraining naast haar werkzaamheden in de thuiszorg, waarin ze een baan heeft voor 36 uur in de week.

## Nederlandse kampioenschappen
Outdoor
| Onderdeel | Jaar                   |
| --------- | ---------------------- |
| 1500 m    | 1995, 1997, 1999, 2000 |
| 5000 m    | 1997                   |

Indoor
| Onderdeel | Jaar       |
| --------- | ---------- |
| 1500 m    | 1996, 1999 |
| 3000 m    | 1999       |

## Persoonlijke records
Outdoor
| Discipline | Prestatie | Plaats   | Datum            |
| ---------- | --------- | -------- | ---------------- |
| 800 m      | 2.04,05   | Kerkrade | 27 mei 1995      |
| 1000 m     | 2.42,34   | Ninove   | 28 juli 2001     |
| 1500 m     | 4.10,04   | Hengelo  | 1 juni 1998      |
| 3000 m     | 8.54,75   | Vught    | 13 mei 1999      |
| 5000 m     | 16.03,8   | Assen    | 9 september 1997 |

Indoor
| Discipline | Prestatie | Plaats   | Datum            |
| ---------- | --------- | -------- | ---------------- |
| 1500 m     | 4.15,04   | Den Haag | 21 februari 1999 |
| 3000 m     | 9.30,24   | Den Haag | 21 februari 1999 |

## Palmares

### 800 m
- 1993:  NK – 2.11,87
- 1994:  Papendal Games – 2.06,21
- 1995: 5e Kerkrade Classics – 2.04,05
- 1998: 8e NK – 2.14,58
- 1999:  NK – 2.06,22
- 2000:  Hollandia Recordwedstrijden, Hoorn – 2.08,13
- 2000:  Gouden Spike – 2.06,36
- 2001:  Twente Atletiek, Hengelo – 2.10,69
- 2001:  Gemini Track Meeting, Breda - 2.13,83

### 1000 m
- 2001:  Ter Specke Bokaal, Lisse – 2.50,92

### 1500 m
- 1993: 7e West Athletic Games, Sittard – 4.27,00
- 1994:  NK indoor – 4.33,32
- 1994:  NK – 4.17,14
- 1995:  NK indoor – 4.20,93
- 1995:  NK – 4.23,77
- 1996:  NK indoor – 4.18,51
- 1996: 4e NK – 4.23,27
- 1997:  NK indoor – 4.22,34
- 1997:  NK – 4.20,95
- 1997: 13e Adriaan Paulen Memorial – 4.16,57
- 1998: 5e NK – 4.33,28
- 1998: 9e Adriaan Paulen Memorial – 4.10,04
- 1999:  NK indoor – 4.15,04
- 1999:  NK – 4.22,75
- 1999: 7e Adriaan Paulen Memorial – 4.10,07
- 2000:  NK indoor – 4.30,03
- 2000:  Keien Meeting, Uden – 4.16,01
- 2000:  NK – 4.22,18
- 2001: 6e Nijmegen Global Athletics – 4.27,67
- 2001:  Keien Meeting – 4.25,95
- 2001:  NK – 4.31,17
- 2002: 5e NK indoor – 4.36,53
- 2003: 4e Papendal Games – 4.25,86
- 2003: 6e NK – 4.28,23

### 3000 m
- 1994:  NK – 9.33,03
- 1995: 6e Papendal Games – 9.19,35
- 1999:  NK indoor – 9.30,24
- 2000:  Ter Specke Bokaal – 9.37,43
- 2000:  Arena Games, Hilversum – 9.42,59

### 5000 m
- 1997:  NK – 16.26,88

### 5 km
- 1995: 10e Warandeloop, Tilburg – 17.30

### 10 km
- 1998:  Parelloop – 33.59
- 1999:  NK in Brunssum - 34.49 (7e overall)
- 2003: 8e Zwitserloot Dakrun - 36.47
- 2004: 11e Groet uit Schoorl Run - 37.09
- 2007: 10e Groet uit Schoorl Run - 36.30
- 2007:  marathon van Hoorn - 34.58
- 2008: 7e NK in Schoorl - 36.15

### halve marathon
- 2003:  Berenloop - 1:24.06
- 2005:  Groet uit Schoorl Run - 1:24.18
- 2006:  Groet uit Schoorl Run - 1:22.53
- 2007:  halve marathon van Eindhoven - 1:19.25
- 2008:  halve marathon van Hoorn - 1:23.23
- 2008:  halve marathon van Driebergen - 1:27.28
- 2009:  halve marathon van Hoorn - 1:29.11

### veldlopen
- 1993: 114e WK U20 (4450 m) – 17.14
- 1994: 11e NK – 23.12
- 1995: 4e NK – 22.23
- 1995: 55e EK - 55.12
- 1995: 7e Sylvestercross – 19.21
- 1996: 7e Profile-Cross (5.560 m), Uden – 20.28
- 1996: 9e Sylvestercross – 19.21
- 1997: 9e NK – 22.29
- 2000:  Sprintcross (korte cross, 3300 m), Breda - 11.34
- 2000:  Warandeloop (korte cross) – 8.34
- 2000:  Sylvestercross (korte cross) – 11.36
- 2001:  Sylvestercross (korte cross) – 11.30
- 2002: 5e NK (korte cross) – 15.06
- 2002:  Warandeloop (korte cross) – 8.33
- 2003: 7e NK, Harderwijk - 14.43
- 2003:  Sprintcross (korte cross) - 12.00
- 2004: 11e NK, Holten - 23.10

### overige afstanden
- 1998: 5e 4 Mijl van Groningen - 22.34